# Arinos
Arinos este un oraș din unitatea federativă Minas Gerais, Brazilia.